# Сенцонуицнауа
Сенцонуицнауа (Сенцон Уицнауа, аст. Centzon Huitznáhuac, «четыреста южан» или «бессчетные южане») — в мифологии ацтеков боги южных звёзд, четыреста сыновей Коатликуэ и младшие братья лунной богини Койольшауки.

## Миф
Когда Коатликуэ зачала Уицилопочтли от покрытого перьями шара, Койольшауки и её братья Сенцонуицнауа рассердились на мать за то, что та их опозорила. Они решили убить Коатликуэ и отправились за ней на гору Коатепек.
Однако среди четырёхсот братьев оказался один по имени Куауитликак, который все время сообщал неродившемуся Уицилопочтли о том, что говорили и где находились его злые братья и предводившая ими сестра. В тот миг, когда Сенцонуицнауа подошли, готовые совершить матереубийство, родился Уицилопочтли, схватил оружие и погнался за старшими братьями. Они не могли защититься от него и молили брата не преследовать их, но Уицилопочтли убил почти всех. Те же, кому удалось выжить, убежали в Уицламп — Долину колючек, а Уицилопочтли завладел оружием Сенцонуицнауа.
Сенцонуицнауа — звёздные боги юга, а звёздные боги севера звались Сенцон Мимишкоа.

## Ритуал
С этим мифом связан проводившийся в Темпло-Майор праздник панкецалистли, посвящённый Уицилопочтли и состоявший из следующих частей: 1) процессия рабов, предназначенных для жертвоприношения, в память о странствовании ацтеков; 2) бой между двумя группами рабов, одна из которых представляет Уицнауа; 3) пленники обходят храм подобно тому, как Уицнауа убегали вокруг горы Коатепек, преследуемые разгневанным братом; 4) оружие Уицилопочтли — огненная змея Шиукоатль — представлено в виде факелов и сделанной из бумаги змеиной головы и хвоста, в пасть змеи вставлены красные перья, которые символизируют вырывающийся огонь; 5) после жертвоприношения рабов и пленников их тела сбрасываются с храмовой лестницы, подобно тому, как Уицилопочтли сбросил Койольшауки с горы.